# Stolberg (Rheinland)
Stolberg (Rheinland), Stolberg (Rhld.) – miasto w Niemczech, w kraju związkowym Nadrenia Północna-Westfalia, w rejencji Kolonia, w regionie miejskim Akwizgran. Miasto liczy 57 474 mieszkańców (2010), słynie z przemysłu: metalowego, włókienniczego, chemicznego i szklarskiego.
Główną stacją kolejową z dworcem jest Stolberg Hauptbahnhof.
Jedną z dzielnic miasta jest Breinigerberg.
Ze Stolbergu pochodzi Christina Klein, niemiecka piosenkarka.

## Współpraca
Miejscowości partnerskie:
- Francja: Faches-Thumesnil, Valognes
- Włochy: Grado
- Saksonia-Anhalt: Stolberg (Harz)